# Skellebjerg Station
Skellebjerg Station er en dansk jernbanestation i Skellebjerg.